# Écollemont
Écollemont est une commune française, située dans le département de la Marne en région Grand Est.

## Géographie
Le village est situé dans le Bocage champenois, entre la Marne et le lac du Der-Chantecoq à proximité immédiate de la Blaise.
| Larzicourt   |                      | Hauteville                    |
| Vers Arrigny | Écollemont           | Sainte-Marie-du-Lac-Nuisement |
|              | Lac du Der-Chantecoq |                               |

### Hydrographie
La commune est dans la région hydrographique « la Seine de sa source au confluent de l'Oise (exclu) » au sein du bassin Seine-Normandie. Elle est drainée par la Blaise et la rivière Petite de Blaise,.
La Blaise, d'une longueur de 86 km, prend sa source dans la commune de Gillancourt et se jette  dans la Marne à Isle-sur-Marne, après avoir traversé 34 communes. 

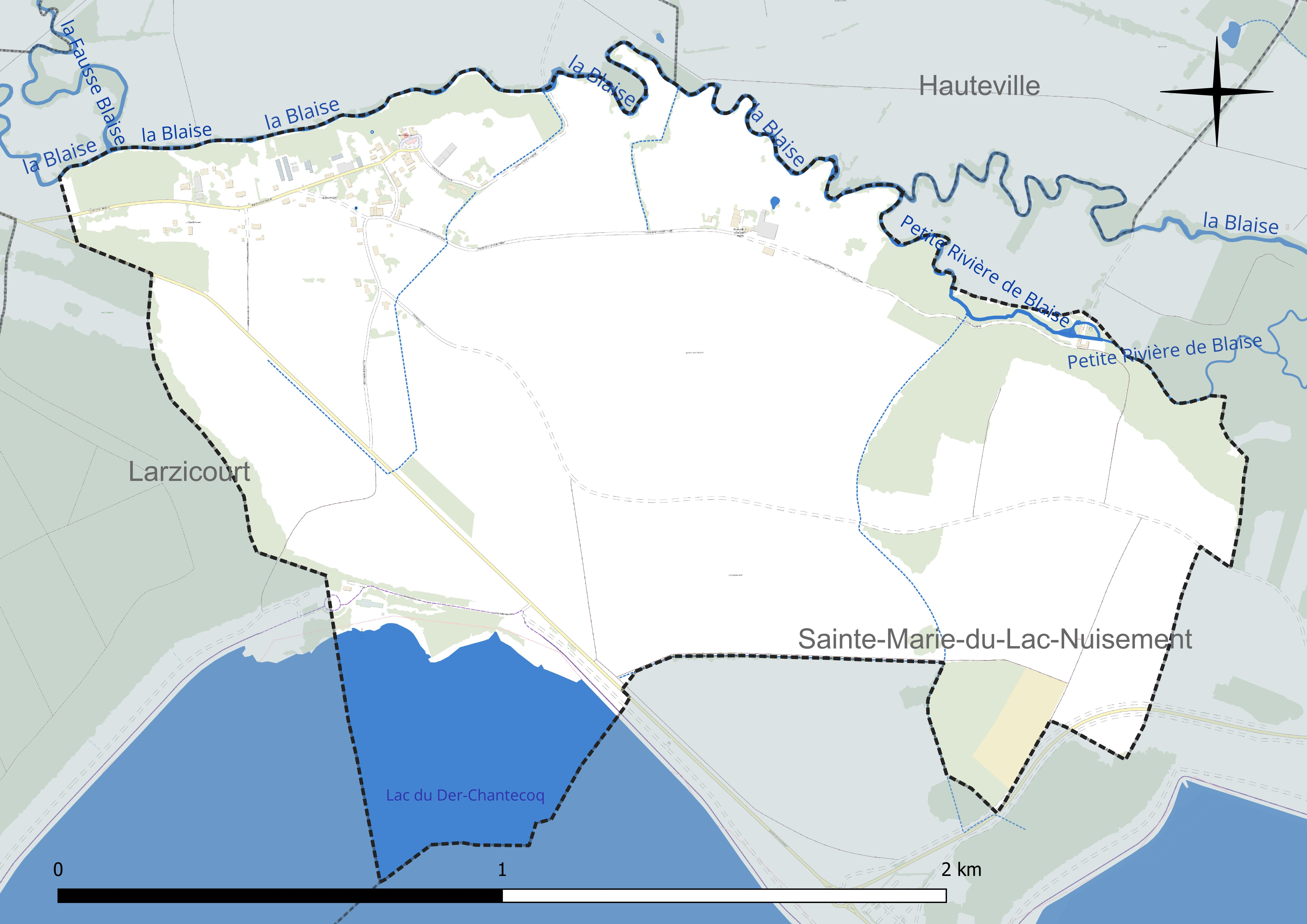
Réseau hydrographique d'Écollemont.

Deux plans d'eau complètent le réseau hydrographique : le bassin Nautique, d'une superficie totale de 153 ha (23 ha sur la commune) et le lac du Der-Chantecoq, d'une superficie totale de 4 166,5 ha (23 ha sur la commune),.

### Climat
Pour des articles plus généraux, voir Climat du Grand Est et Climat de la Marne.
En 2010, le climat de la commune est de type climat océanique dégradé des plaines du Centre et du Nord, selon une étude du Centre national de la recherche scientifique s'appuyant sur une série de données couvrant la période 1971-2000. En 2020, Météo-France publie une typologie des climats de la France métropolitaine dans laquelle la commune est exposée à un climat océanique altéré et est dans une zone de transition entre les régions climatiques « Nord-est du bassin Parisien » et « Lorraine, plateau de Langres, Morvan ». 
Pour la période 1971-2000, la température annuelle moyenne est de 10,5 °C, avec une amplitude thermique annuelle de 15,8 °C. Le cumul annuel moyen de précipitations est de 788 mm, avec 11,9 jours de précipitations en janvier et 8,5 jours en juillet. Pour la période 1991-2020, la température moyenne annuelle observée sur la station météorologique de Météo-France la plus proche, « Frignicourt », sur la commune de Frignicourt à 14 km à vol d'oiseau, est de 11,5 °C et le cumul annuel moyen de précipitations est de 694,6 mm. 
La température maximale relevée sur cette station est de 41,7 °C, atteinte le 25 juillet 2019 ; la température minimale est de −22 °C, atteinte le 9 janvier 1985,,. 
Les paramètres climatiques de la commune ont été estimés pour le milieu du siècle (2041-2070) selon différents scénarios d'émission de gaz à effet de serre à partir des nouvelles projections climatiques de référence DRIAS-2020. Ils sont consultables sur un site dédié publié par Météo-France en novembre 2022.

## Urbanisme

### Typologie
Au 1er janvier 2024, Écollemont est catégorisée commune rurale à habitat très dispersé, selon la nouvelle grille communale de densité à sept niveaux définie par l'Insee en 2022.
Elle est située hors unité urbaine. Par ailleurs la commune fait partie de l'aire d'attraction de Saint-Dizier, dont elle est une commune de la couronne,. Cette aire, qui regroupe 72 communes, est catégorisée dans les aires de 50 000 à moins de 200 000 habitants,.
La commune, bordée par un plan d’eau intérieur d’une superficie supérieure à 1 000 hectares, le lac du Der-Chantecoq, est également une commune littorale au sens de la loi du 3 janvier 1986, dite loi littoral. Des dispositions spécifiques d’urbanisme s’y appliquent dès lors afin de préserver les espaces naturels, les sites, les paysages et l’équilibre écologique du littoral, tel le principe d'inconstructibilité, en dehors des espaces urbanisés, sur la bande littorale des 100 mètres, ou plus si le plan local d’urbanisme le prévoit.

### Occupation des sols
L'occupation des sols de la commune, telle qu'elle ressort de la base de données européenne d’occupation biophysique des sols Corine Land Cover (CLC), est marquée par l'importance des territoires agricoles (78,4 % en 2018), une proportion sensiblement équivalente à celle de 1990 (78,8 %). La répartition détaillée en 2018 est la suivante : 
terres arables (55,6 %), forêts (12,9 %), prairies (12 %), zones agricoles hétérogènes (10,8 %), eaux continentales (8,7 %). L'évolution de l’occupation des sols de la commune et de ses infrastructures peut être observée sur les différentes représentations cartographiques du territoire : la carte de Cassini (XVIIIe siècle), la carte d'état-major (1820-1866) et les cartes ou photos aériennes de l'IGN pour la période actuelle (1950 à aujourd'hui).

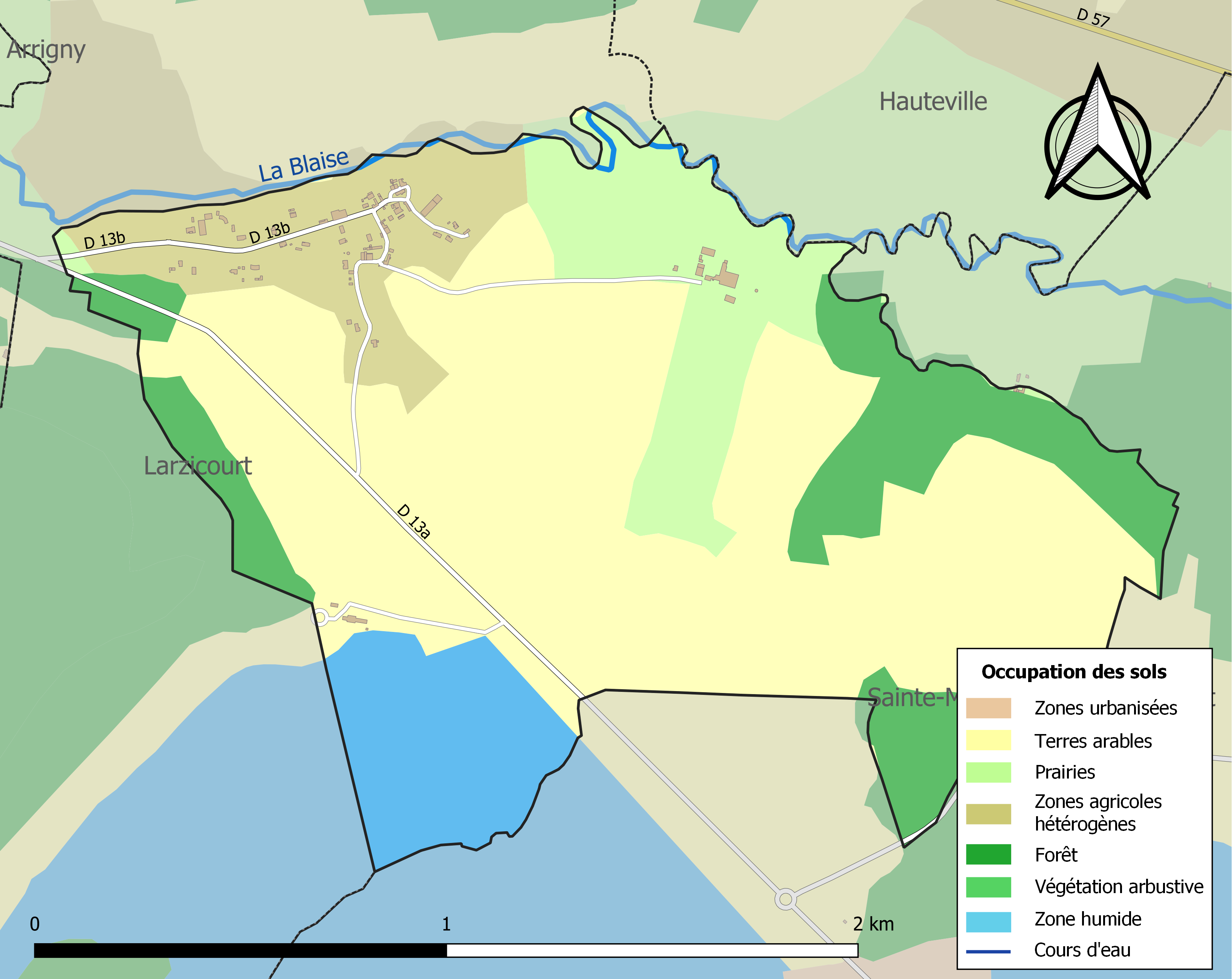
Carte des infrastructures et de l'occupation des sols de la commune en 2018 (CLC).

## Toponymie
Le nom de la localité est attesté sous les formes Alodium Scoblei Montis (1131-1141) ; Escollemont (1633) ; Écolemont (XVIIIe siècle).

## Politique et administration

### Intercommunalité
La commune, antérieurement membre de la communauté de communes du Bocage champenois, est membre, depuis le 1er janvier 2014, de la communauté de communes Perthois-Bocage et Der.
En effet, conformément aux prévisions du schéma départemental de coopération intercommunale (SDCI) de la Marne du 15 décembre 2011, trois petites communautés de communes préexistantes :  
- la  communauté de communes du Bocage Champenois ;
- la communauté de communes Marne et Orconte ;
- la communauté de communes du Perthois  ;
ont fusionné pour créer la nouvelle communauté de communes Perthois-Bocage et Der, à laquelle se sont également jointes une commune détachée de la  communauté de communes de Val de Bruxenelle (Favresse) et la commune isolée de Gigny-Bussy.

### Liste des maires
| Période                                  | Période                      | Identité        | Étiquette | Qualité |
| ---------------------------------------- | ---------------------------- | --------------- | --------- | ------- |
| Les données manquantes sont à compléter. |                              |                 |           |         |
| 1875                                     | après 1877                   | Petit           |           |         |
| mars 2001                                | mars 2008                    | Denis Dommange  | PS        |         |
| mars 2008                                | 2014                         | Jacques Laurent | PS        |         |
| 2014                                     | En cours (au 4 juillet 2014) | Alain Le Gagne  | FN        |         |

## Équipements et services publics

### Eau et déchets
Le service public des déchets est assuré par le Syndicat mixte du Sud-Est Marnais (SYMSEM), qui a mis en place une redevance incitative. La collecte des ordures ménagères résiduelles (en bacs noirs pucés ou en sacs rouges prépayés) et des emballages ménagers recyclables (en sacs jaunes) est réalisée en porte à porte. Le SYMSEM adhérant au syndicat de valorisation des ordures ménagères de la Marne (SYVALOM), ces déchets sont amenés en centre de transfert à Sainte-Menehould ou Vitry-en-Perthois, puis valorisés sur le site de La Veuve. La collecte du verre se fait en apport volontaire, avant transformation dans une usine de Reims. Pour les déchets volumineux ou dangereux, le SYMSEM met à disposition de ses habitants une plateforme de déchets verts et gravats, à Saint-Amand-sur-Fion, ainsi que 12 déchèteries, à Arrigny, Courtisols, Givry-en-Argonne, Mairy-sur-Marne, Pargny-sur-Saulx, Pogny, Sainte-Menehould, Thiéblemont-Farémont, Valmy, Vanault-les-Dames, Villers-en-Argonne et Ville-sur-Tourbe.

### Postes et télécommunications
Une boîte aux lettres de La Poste se trouve sur le territoire de la commune, place de l'Église. Le bureau de poste le plus proche est l'agence postale communale de Sainte-Marie-du-Lac-Nuisement, à environ 4 km d'Écollemont. La commune partage toutefois son code postal avec le bureau de poste de Saint-Remy-en-Bouzemont (51290).

### Justice, sécurité et secours
Du point de vue judiciaire, Écollemont relève du conseil de prud'hommes, du tribunal de commerce, du tribunal judiciaire, du tribunal paritaire des baux ruraux et du tribunal pour enfants de Châlons-en-Champagne, dans le ressort de la cour d'appel de Reims. Pour le contentieux administratif, la commune dépend du tribunal administratif de Châlons-en-Champagne et de la cour administrative d'appel de Nancy.
Écollemont est située en secteur Gendarmerie nationale et dépend de la brigade de Saint-Remy-en-Bouzemont-Saint-Genest-et-Isson.
En matière d'incendie et de secours, la caserne la plus proche est celle de Saint-Remy-en-Bouzemont, rattachée au Service départemental d'incendie et de secours (SDIS) de la Marne. 

## Démographie
L'évolution du nombre d'habitants est connue à travers les recensements de la population effectués dans la commune depuis 1793. Pour les communes de moins de 10 000 habitants, une enquête de recensement portant sur toute la population est réalisée tous les cinq ans, les populations de référence des années intermédiaires étant quant à elles estimées par interpolation ou extrapolation. Pour la commune, le premier recensement exhaustif entrant dans le cadre du nouveau dispositif a été réalisé en 2005.

En 2022, la commune comptait 63 habitants, en évolution de +16,67 % par rapport à 2016 (Marne : −1,19 %, France hors Mayotte : +2,11 %).
| 1793 | 1800 | 1806 | 1821 | 1831 | 1836 | 1841 | 1846 | 1851 |
| ---- | ---- | ---- | ---- | ---- | ---- | ---- | ---- | ---- |
| 73   | 68   | 75   | 81   | 67   | 77   | 100  | 124  | 121  |

| 1856 | 1861 | 1866 | 1872 | 1876 | 1881 | 1886 | 1891 | 1896 |
| ---- | ---- | ---- | ---- | ---- | ---- | ---- | ---- | ---- |
| 109  | 106  | 106  | 95   | 100  | 98   | 95   | 93   | 99   |

| 1901 | 1906 | 1911 | 1921 | 1926 | 1931 | 1936 | 1946 | 1954 |
| ---- | ---- | ---- | ---- | ---- | ---- | ---- | ---- | ---- |
| 104  | 86   | 78   | 63   | 60   | 63   | 63   | 55   | 48   |

| 1962 | 1968 | 1975 | 1982 | 1990 | 1999 | 2005 | 2006 | 2010 |
| ---- | ---- | ---- | ---- | ---- | ---- | ---- | ---- | ---- |
| 57   | 56   | 45   | 58   | 50   | 49   | 44   | 48   | 65   |

| 2015 | 2020 | 2022 | - | - | - | - | - | - |
| ---- | ---- | ---- | - | - | - | - | - | - |
| 56   | 58   | 63   | - | - | - | - | - | - |

## Héraldique
| Blason de Écollemont | Blason  | D'azur à la bande d'argent chargée de l'inscription « Ecollement » en lettres cursives de sable et, en pointe, d'un encrier du même, côtoyée de deux jumelles potencées imbriquées intérieurement d'or, accompagnée en chef à senestre de la croix de saint Louis au naturel, en pointe à dextre de trois épis de blés empoignés et liés d'or et en flanc senestre d'une plume de sable au trait d'argent, ployée en pal, l'extrémité du rachis de sable surmontant l'encrier, et brochant sur la bande et les jumelles supérieures. |
| Blason de Écollemont | Détails | Le statut officiel du blason reste à déterminer. |